# Dysosma pleiantha
Dysosma pleiantha là một loài thực vật có hoa trong họ Hoàng mộc. Loài này được (Hance) Woodson mô tả khoa học đầu tiên năm 1928.

## Hình ảnh

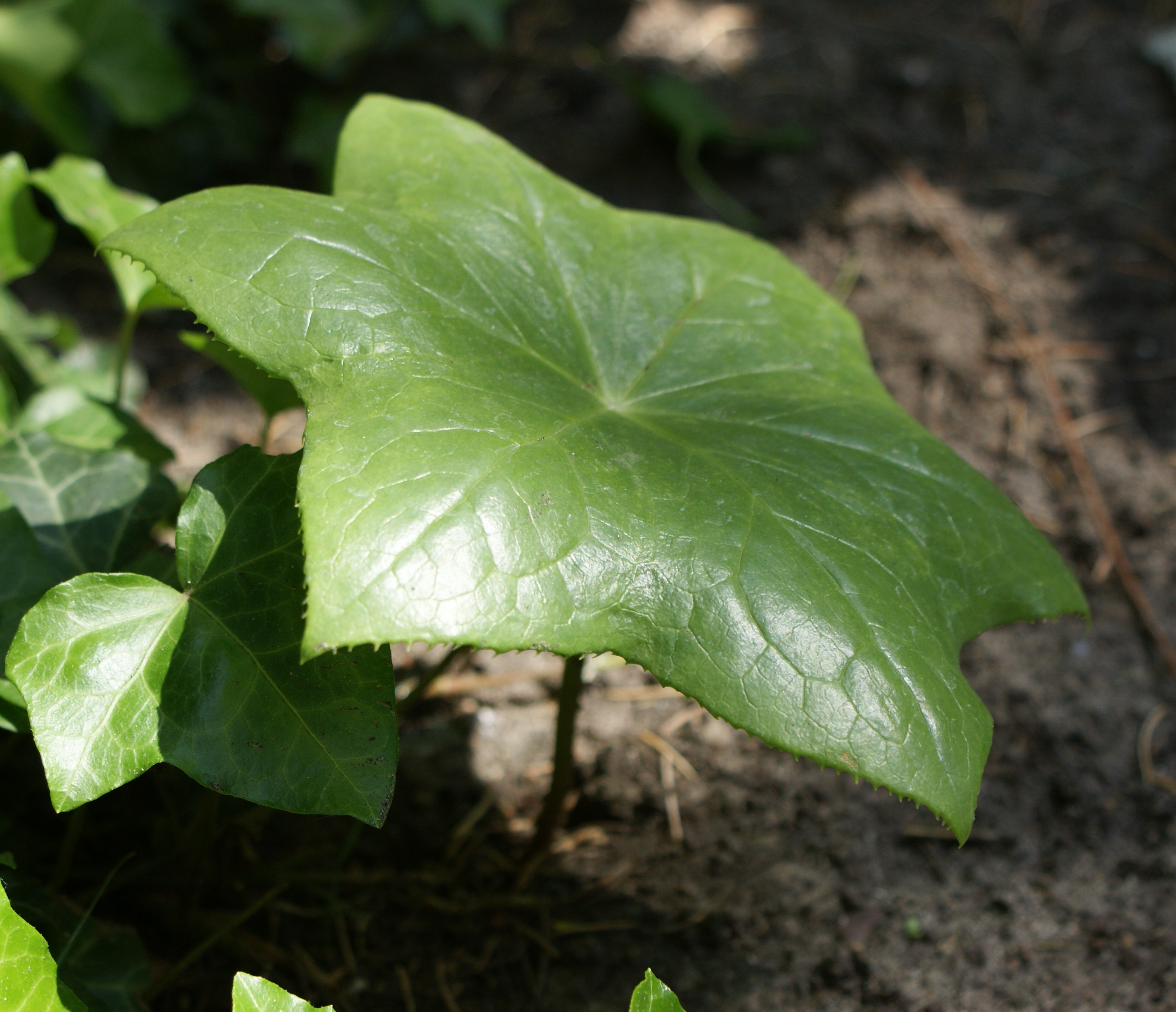